# 川村海乃
川村 海乃（かわむら うみの、1996年1月21日 - ）は、日本の女優、声優、タレントである。所属事務所はステイラック。

## 人物
東京都出身。桑沢デザイン研究所に通っていた。
友人に勧められ講談社主催の「ミスiD2017」に応募した。芸能界から度々スカウトを受けていたが、自分に自信が持てず「もしも受賞できたら芸能界に行ってみたい」と思ったと語っている。2016年10月29日に約3500人の応募者の中からミスiDに受賞したことが発表された。
ミスIDエントリー時点では海乃と名乗っていたが、正式に芸能界入りを決めた時、マネージャーが芸名として川村海乃と改名した。海乃と名乗っていた理由を「海が好きだから」と語っている。
選考委員の岸田メルは「誰よりも率先して輝こうとする姿、凛とした世界観、審査の間最も際立っていたと思います。初めて世間に自分を晒す、その戸惑いや喜びがそのまま物語になっていて、それをちゃんと客観視していたのも印象的でした。シュッとした美しいスタイルだけど清潔感も透明感もあって、その初々しさをこれからも失わないで欲しいです。色々な所で海乃さんの姿が見られるのを楽しみにしています」と授賞理由を表現した。
幼少時よりバレエに打ち込んでいた。極度のオタクである。漫画とアニメが好きであることを度々ツイッターでつぶやいている。元々は小説好きだったが、ライトノベルはまだ読んでないなと気付いて読み始めたら、漫画、アニメオタクになっていったという。
2022年3月5日付でワイケーエージェントを円満退所し、フリーを経て、同年5月1日にステイラックへ移籍する。
2024年4月放送のアニメ『リンカイ!』の主人公・伊東泉役でTVアニメ初主演。

## 出演

### テレビドラマ
- セシルのもくろみ 第4話（2017年8月3日、フジテレビ）
- 花のち晴れ〜花男 Next Season〜（2018年4月17日 - 6月26日、TBS） - 卯野芹香 役
- コンフィデンスマンJP 第6話（2018年5月14日、フジテレビ）
- 歌舞伎町弁護人 凜花（2019年5月19日・26日、BSテレ東） - 島崎沙耶 役
- ドクターX〜外科医・大門未知子〜 第5話（2019年11月14日、テレビ朝日） - リカ 役[11]
- 庶務行員・多加賀主水 第4作（2020年2月16日、テレビ朝日） - キャバクラのホステス 役
- M 愛すべき人がいて（2020年4月18日 - 7月4日、テレビ朝日） - 静香 役
- 女子グルメバーガー部 第5話（2020年8月8日、テレビ東京）
- シンデレラはオンライン中!（2021年1月12日 - 3月16日、フジテレビ） - 渋谷里美 役[12][注釈 1]
- ドゲンジャーズ〜ハイスクール〜（2022年4月10日 - 6月26日、九州朝日放送） - 伏見明峰 役

### テレビアニメ
2018年
- 妖怪ウォッチ シャドウサイド（2018年 - 2019年、河合、少年、少女）

2019年
- けだまのゴンじろー（ぶちょう / 怪盗ピンク）

2024年
- 道産子ギャルはなまらめんこい（生徒）
- リンカイ!（伊東泉）
- 七つの大罪 黙示録の四騎士（ノーラ）

2025年
- 君のことが大大大大大好きな100人の彼女（原佐ウロロ子）

### ゲーム
- ヘブンバーンズレッド（2023年、陽毬）
- ドラゴンクエストX オンライン（2024年、シロツメ[15]）

### 吹き替え

#### 映画
- フライト・リスク（2025年、救急隊員女1[16]）

#### アニメ
- 龍族 -The Blazing Dawn-（2024年、学生）

### デジタルコミック
- 今日も明日も、君と（2022年、朱里、テレビのレポーター[17]）
- 幻狼潜戦（2024年、ラゴ王女[18]）

### その他のテレビ番組
- Nスタ 食品サンプルファッションショー（2017年4月4日、TBS）
- 全力坂（2017年8月9日・15日、テレビ朝日）
- 一夜づけ（2018年3月25日 - 2019年3月 、テレビ東京） - 生徒（第6期生）

### CM
- UHA味覚糖「コグミ」
  - コグミとコグマ篇（2017年）
  - キュンとくるコグミの食べ方 講座（2017年）
  - コグミ×リラックマ「4つのコツブ」篇（2018年）
- マッチングアプリ omiai ウェブCM（2017年）
- レック 激落ちくん セスキ 泡タイプ（2017年）
- 全日空 ANA CARD 入会キャンペーン（2018年）
- イエローハット CMガールズ（2018年）
  - イエローシティ篇永井里菜・保﨑麗と共演

### ネット配信
- ドラゴンクエストX TV（ニコニコ生放送、2017年9月12日 - ） - 第6期初心者大使[注釈 2]
- 恋愛ドラマな恋がしたい（AbemaTV、2018年5月26日 - 7月28日） - うみちゃん 役[21]
- シンデレラはオンライン中!（2021年1月12日 - 3月16日、FOD） -  渋谷里美 役[12]
- ようこそ東映殺影所へ（2021年8月13日、Xstream46） - 松田世那 役[22]

### 舞台
- 劇団☆骸骨ストリッパー『雷火』（2017年6月22日 - 26日、武蔵野芸能劇場） - キクナ 役
- 東京ワンピースタワー ONE PIECE LIVE ATTRACTION "3" 『PHANTOM』（2017年4月29日 - ） - たしぎ 役（映像出演）
- Pretty Guardian Sailor Moon 美少女戦士セーラームーン The Super Live（2018年8月31日 - 9月9日、AiiA 2.5 Theater Tokyo / 11月3日・4日、フランス パレ・デ・コングレ・ド・パリ 大劇場） - セーラーマーキュリー / 水野亜美 役[23]
- Fate/Grand Order THE STAGE -絶対魔獣戦線バビロニア-（2019年1月11日 - 14日、サンケイホールブリーゼ / 1月19日 - 27日、日本青年館ホール）- エレシュキガル 役[24]
- ブロードウェイミュージカル『ピーターパン』（2019年7月21日 - 28日、彩の国さいたま芸術劇場 大ホール / 2019年8月2日 - 5日、カルッツかわさきホール） - ニブス 役
- 『体内活劇「はたらく細胞」II』（2019年9月27日 - 10月6日、シアター1010） - 赤血球 役
- オンライン朗読劇「GreifA」（2020年5月29日 - 31日、オンライン上演） - Dチーム[25]
- 素敵なカミングアウト（2020年8月18日 - 23日、浅草花劇場） - 城ヶ崎舞子 役[26]
- オンライン演劇「最果てリストランテ vol.2」（2020年10月15日 - 17日、オンライン上演） - ヒロイン[27]
- イケメン王子 美女と野獣の最後の恋 THE STAGE～Beast Leon～（2020年12月24日 - 27日、シアター1010） - ヒロイン・エマ 役[28]
- 素敵なカミングアウト（2021年10月30日 - 11月3日、浅草花劇場） - 城ヶ崎舞子 役[29]
- 私たちに明日はある（2022年2月26日 - 3月4日、zaikoオンライン公演） - 中山乃絵瑠 役
- らぶフォー the stage -DIVINE 爆誕！-（2023年12月21日 - 25日、こくみん共済 coop ホール/スペース・ゼロ） - 浜辺陽子 役[30]
- NIKKATSU×LEGENDSTAGE CINEMATIC STAGE『東京流れ者』（2024年3月30日 - 31日、京都劇場 / 4月10日 - 15日、シアター1010） - 青山千春 役[31]
- Hyo-eeN！vol.8「Listen/Library V」（2025年1月26日、シアターモリエール[32]）
- 朗読劇 img Reading1「放課後に星はみえるか」（2025年2月21日・23日、CBGKシブゲキ!!）- 汐萌絵 役[33]

### その他
- For Tracy Hyde「Film Bleu」（2016年12月2日発売、P-VINE） - ジャケットモデル
- イオンモール座間 ZAMAIROチャンネル（2018年） - ナビゲーター

## ディスコグラフィ

### キャラクターソング
| 発売日        | 商品名    | 歌 | 楽曲                  | 備考                                        |
| ------------- | --------- | --- | --------------------- | ------------------------------------------- |
| 2024年5月22日 | Override! | 伊東泉（川村海乃）、平塚ナナ（葵あずさ）、弥彦巫子（長谷川玲奈）、那古屋紗智（北守さいか）、高松絹早（杉山里穂）、熊本愛（日向未南） | 「Override!」         | テレビアニメ『リンカイ!』エンディングテーマ |
| 2024年5月22日 | Override! | 伊東泉（川村海乃）、平塚ナナ（葵あずさ）                                                                                             | 「キミにDeclaration」 | テレビアニメ『リンカイ!』関連曲             |

## 書籍

### 写真集
- ふたり旅を想って（2019年11月13日、イーネット・フロンティア、撮影：魚住誠一）ISBN 978-4862059314
- 川村海乃photobook　01 海とデニム（2020年11月1日、gekkan STORE、撮影：魚住誠一）
- 川村海乃photobook　02 海乃可憐（2020年12月1日、gekkan STORE、撮影：魚住誠一）
- 川村海乃photobook　03 晩夏の思い出（2021年1月1日、gekkan STORE、撮影：魚住誠一）
- 川村海乃photobook　04 海乃の浅草詣で（2021年2月1日、gekkan STORE、撮影：魚住誠一）
- 川村海乃photobook　05 海乃チャイナドレス（2021年3月10日、gekkan STORE、撮影：魚住誠一）
- 川村海乃photobook　06 海乃  千住大橋へ（2021年4月10日、gekkan STORE、撮影：魚住誠一）
- 川村海乃photobook　07 海乃 横須賀ガール（2021年6月23日、gekkan STORE、撮影：魚住誠一）
- 川村海乃photobook　08 海乃 Okinawa Beach（2021年8月28日、gekkan STORE、撮影：魚住誠一）
- 川村海乃photobook　09 夏の思い出（2021年10月28日、gekkan STORE、撮影：魚住誠一）
- 川村海乃photobook　10 夏の思い出２（2022年1月2日、gekkan STORE、撮影：魚住誠一）

### 雑誌
- SPA! 週刊SPA 「ギークロ通信」（2017年3月7日号、扶桑社）
- 週刊プレイボーイ（2017年4月17日号、集英社） - グラビア
- デジタルカメラマガジン（2017年5月号、インプレス）
- 週刊ヤングジャンプ（2017年6月15日号、集英社） - 懸賞ページ
- warp MAGAZINE JAPAN（2018年1+2月合併号、トランスワールドジャパン）
- 鈴乃屋 卒業袴カタログ2018
- まっぷる 箱根'19（昭文社）